# La Frédière
La Frédière foi uma comuna francesa localizada no departamento de Charente-Maritime na região administrativa da Nova Aquitânia, no sudoeste da França. Em 1 de janeiro de 2019, passou a formar parte da comuna de Saint-Hilaire-de-Villefranche.